# Rio Bidilița
O Rio Bidiliţa é um rio da Romênia afluente do Rio Stolniceni, localizado no distrito de Iaşi.